# Lasconotus tuberculifrons
Lasconotus tuberculifrons is een keversoort uit de familie somberkevers (Zopheridae). De wetenschappelijke naam van de soort werd in 1952 gepubliceerd door Pope.